# Индонезийски език
Индонезийският език (Bahasa Indonesia, Бахаса Индонезия) е малайско-полинезийски език, говорен от почти цялото население на Индонезия, което наброява над 200 милиона . Така индонезийският език е един от най-говорените езици в света.
Въпреки това не за всички индонезийци езикът е майчин, тъй като в Индонезия съществуват над 300 местни езика, използвани от различните етнически и културни общности. Индонезийският обаче е официалният език на администрацията и търговията, което го прави широко използван. Индонезийският е млад език, официално въведен след обявяване на независимостта на Индонезия през 1945. Езикът е базиран на версия на малайския език използван на островите Риау, има латинска азбука и често приема заемки в лексиката си.
Фонологичните и граматичните особености са сравнително опростени. Мнозина възрастни хора твърдят, че само за няколко месеца може да се научат основите нужни за не сложна, но сравнително добра и ефективна комуникация. Името на езика е Бахаса Индонезия, което буквално означава „език на Индонезия“.

## История
Бахаса Индонезия се основава на малайския език, който е австронезийски (или малайско-полинезийски). Малайският се е използвал от векове като лингва франка из целия Малайски свят, от който Индонезийските острови са част. През 1945 г., когато е обявена независимостта на Индонезия, индонезийският получава статут на официален език като част от националния проект за унификация на огромната територия от над 13 000 острова и над 300 обособени локални общности. Езикът много прилича на малайския (Бахаса Малайзия) – официален език в Малайзия. Въпреки огромното сходство (подобно на македонския и българския) словореда е понякога различен, а отделни думи се ползват в различен контекст и/или имат различно значение. Според някои данни едва за 7% от населението в Индонезия индонезийският е майчин език, докато в Малайзия този процент е 45. Въпреки това близо 200 милиона души говорят индонезийски, а за светкавично разрастващ се слой от младите хора в големите градове индонезийският е първи език.
Индонезийският е комуникативна необходимост, тъй като на най-големия архипелаг в света се говорят над 700 (според някои източници, 350) диалекта. Използва се за административни и бизнес цели, в образователната система, както и в националните медии.
Колонизирането на Индонезия е оставило своя отпечатък и върху езика. Така могат да се отркият деривативни думи привнесени най-вече чрез холандския език като например polisi ('полиция'), kualitas ('качество'), telepon ('телефон'), bis ('автобус'), kopi ('кафе'), rokok ('цигара') или universitas ('университет'). Но също така и думи с португалски произход или звучене: sabun ('сапун'), jendela ('прозорец'). Заради многото имигранти от Китай съществуват и думи с китайски произход: pisau ('кама' или 'нож'), loteng ('[горен] етаж'). Влиянието на хинду и ведическата културата особено върху старите царства на Ява и Бали проличава в думи с хинди – корен meja ('маса'), kaca, ('стъкло/огледало'), и арабски – khusus ('специален'), maaf ('съжалявам'), selamat... (selamat е част от поздрав подобно на „добър“)

## Граматика
Граматиката на индонезийския се отличава с това, че не съществуват глаголни преобразувания за различните времена. Вместо това се използват отделни думи или изрази, които да означат времето на действие. Също така липсват родови спрежения, като дори третата форма единствено число на личните местоимения „Dia“, обхваща целия спектър на българските Той, Тя и То.
Индонезийският език има идиосинкретична форма на множесвеното число, което е просто повторение на думата (orang – човек; orang-orang – хора). Всичко това прави езика лесно достъпен за чужденци поне в началото.
В индонезийския език има 26 звука и 23 букви.
A B C D E F G H I G K L M N O P R S T U V W Z.
С – PER се образува преходен глагол.